# NOW創投
NOW創投（NOW Venture Capital）或NOW株式會社（NOW, Inc.）是總部位於日本東京都千代田區九段南1-5-5的創投公司（VC）。2020年代，被美國《Forbes》評選為「代表日本的連續創業家」的家入一真與出身於瑞穗證券投資銀行部門的梶谷亮介共同擔任代表。該公司已設立第二號基金，AUM規模達約150億日圓。

## 主要投資對象
NOW的創業投資對象超過63家公司。

## 其他
NOW的名稱意指「Next One For The World」。

### 出處
1. ↑  . forbesjapan.com.   [2025-05-23] （日语）.
2. ↑  . MIKAWAYA21.   [2025-05-23] （日语）.
3. ↑  . ITmedia NEWS.   [2025-05-23] （日语）.
4. ↑  . PR TIMES. 2021-04-16  [2025-05-23] （ja-JP）.
5. ↑  . スピーダ スタートアップ情報リサーチ.   [2025-05-23] （日语）.
6. ↑  . NOW.   [2025-05-23] （ja-JP）.

## 外部連結
- NOW VC